# Xã Grand Forks, Quận Polk, Minnesota
Xã Grand Forks (tiếng Anh: Grand Forks Township) là một xã thuộc quận Polk, tiểu bang Minnesota, Hoa Kỳ. Năm 2010, dân số của xã này là 179 người.